# Milutin Pajević
Milutin Pajević (Cetiña, Reino de los Serbios, Croatas y Eslovenos, actual Montenegro 11 de noviembre de 1920 - 28 de diciembre de 1992) fue un futbolista y entrenador yugoslavo. Jugaba de delantero y desarrolló su carrera como tal en diversos clubes de su país. Como entrenador dirigió al F. K. Željezničar de Sarajevo.

## Trayectoria

### Como jugador
Milutin Pajević comenzó a jugar al fútbol en el equipo de su localidad natal, el Crnogorac Cetinje con el que debutó en la temporada 1935/36. Se mantuvo en dicho club hasta 1937, cuando llamó la atención y pasó a formar parte del S. K. Jedinstvo Belgrado de la capital, en este equipo se mantuvo una temporada hasta que en 1938 pasó a formar parte de la Hrvatski akademski športski klub. Tras su paso por la institución croata se unió al H. N. K. Borovo de Vukovar en el que permaneció hasta 1943 cuando cambiaría nuevamente de equipo.
Tras no poder jugar durante tres años, debido a la Segunda Guerra Mundial, en 1946 volvió a su Cetiña natal y pasó a formar parte del F. K. Lovćen durante un breve período de tiempo, pues en ese mismo año firmó con el FK Željezničar Sarajevo. Ya en 1947 fichó por el Fudbalski Klub Budućnost, de Podgorica en el que tan solo jugó ese año pues luego se retiró del fútbol.
En enero de 1951 recibe la llamada del F. K. Partizan Belgrado y decide volver a la actividad, disputa 18 encuentros en uno de los mayores equipos de Yugoslavia y al finalizar la temporada regresa al Fudbalski Klub Budućnost en el que jugaría hasta 1954. Tras acabar su contrato con el equipo de Podgorica regresa a su localidad natal, para jugar en el Fudbalski Klub Lovćen y colgar las botas en 1956.

### Como entrenador
Dirigió de forma interina al F. K. Željezničar de Sarajevo en 1955, mientras aún seguía en activo como futbolista.

## Selección nacional
Fue internacional absoluto con la Selección de fútbol de Yugoslavia, con la que debutó en 1949 y disputó 3 encuentros en los que anotó otros tantos goles.

## Clubes
| Club                     | País                | Periodo   |
| ------------------------ | ------------------- | --------- |
| Crnogorac Cetinje        | Reino de Yugoslavia | 1935-1937 |
| S. K. Jedinstvo Belgrado | Reino de Yugoslavia | 1937-1938 |
| HAŠK                     | Reino de Yugoslavia | 1939-1941 |
| H. N. K. Borovo          | Reino de Yugoslavia | 1941-1943 |
| F. K. Lovćen             | RFP Yugoslavia      | 1946      |
| F. K. Željezničar        | RFP Yugoslavia      | 1946      |
| F. K. Budućnost          | RFP Yugoslavia      | 1947      |
| F. K. Partizan Belgrado  | RFP Yugoslavia      | 1951      |
| F. K. Budućnost          | RFP Yugoslavia      | 1951-1954 |
| F. K. Lovćen             | RFP Yugoslavia      | 1954-1956 |